# 新佳里
新佳里是位于中国天津市和平区蒙古路与多伦道交口的一处平面对称的两幢联排式住宅，始建于1926年，目前为一般保护等级历史风貌建筑。

## 历史

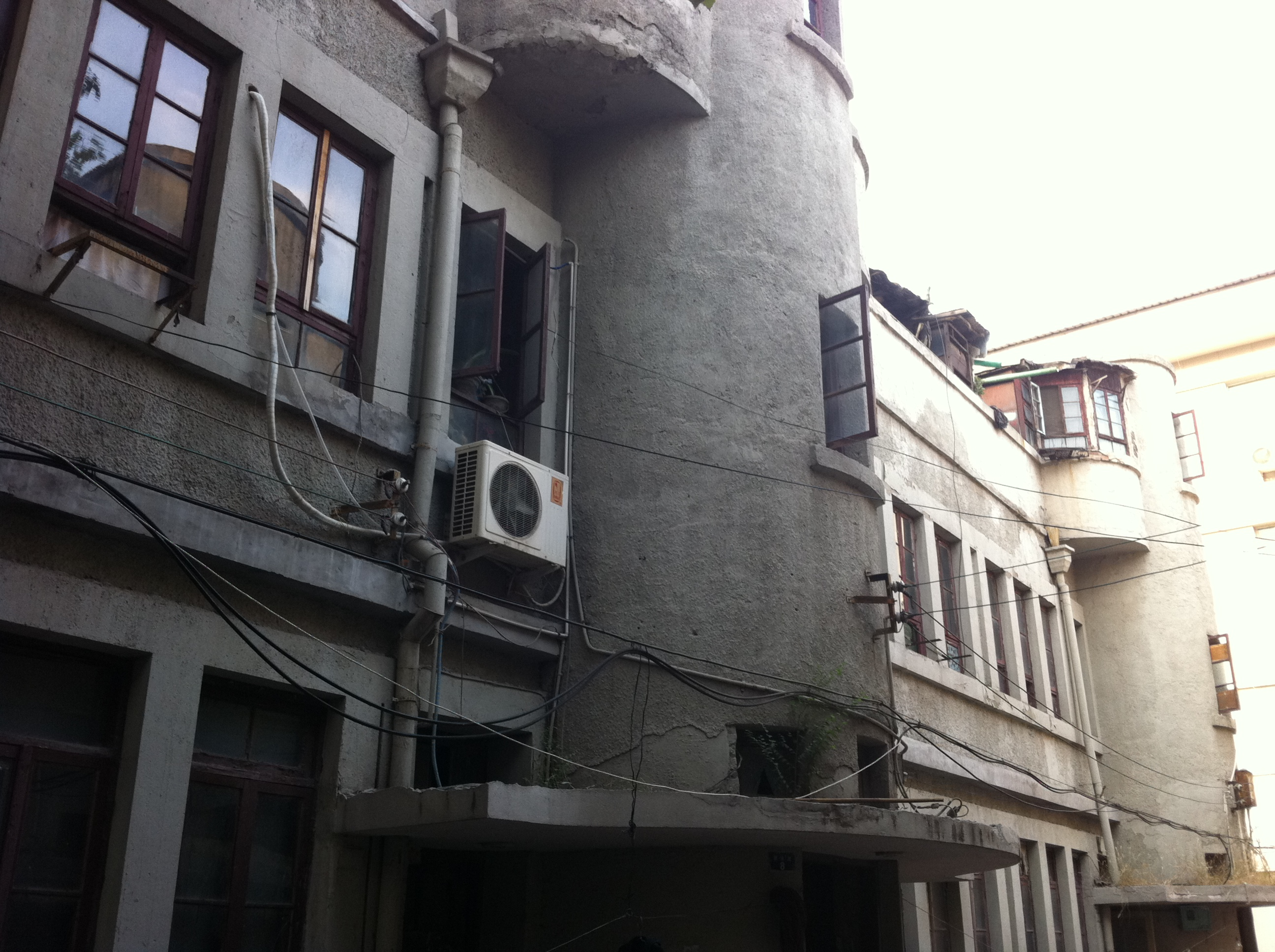
新佳里2号至14号的建筑

新佳里始建于1926年，位于原天津日租界桔街和福岛街交口（今和平区蒙古路与多伦道交口），原为天津日租界白帽衙门（日本警察署）警士及其家属宿舍。1946年，天津市政府将该建筑更名为“新兴里”，1982年，天津市人民政府将其改为现名至今，现为居住用房。

## 建筑
新佳里总建筑面积约为1200平方米，其中占地面积约为900平方米，由平面对称的两幢联排式砖木结构二层楼房组成，建筑外立面以“甩疙瘩”抹灰装饰，建筑入口的上方设有雨棚。两幢建筑中间设有通道，建筑后面设有小院。每幢建筑的平面两端设有半圆形的突出部分为楼梯间。